# Aulonothroscus bordoni
Aulonothroscus bordoni is een keversoort uit de familie dwergkniptorren (Throscidae). De wetenschappelijke naam van de soort werd in 1975 gepubliceerd door Antonio Cobos Sánchez.